# Ella Wyrwas
Pas d'image ? Cliquez ici

a Compétitions nationales et continentales officielles uniquement.

b Matchs officiels uniquement.
Dernière mise à jour le 10 juin 2024.
Ella Wyrwas, née le 7 mars 1999 à Londres (Angleterre), est une joueuse internationale anglaise de rugby à XV évoluant au poste de demi de mêlée.

## Biographie
Ella Wyrwas naît le 7 mars 1999 à Londres en Angleterre.
En 2023 elle joue pour le club des Saracens. Elle n'a encore aucune sélection en équipe d'Angleterre quand elle est retenue pour disputer sous les couleurs de son pays le Tournoi des Six Nations 2023.
À l'automne suivant, elle fait partie des trente joueuses qui partent en Nouvelle-Zélande participer pour l'Angleterre au WXV 2023.